# Seuneubok Kandang
Seuneubok Kandang is een bestuurslaag in het regentschap Aceh Timur van de provincie Atjeh, Indonesië. Seuneubok Kandang telt 237 inwoners (volkstelling 2010).